# Чапаєвський парк
Чапа́євський парк (або Парк авіаторів) — невеликий парк у Хорошевському районі, Північний адміністративний округ, Москва. Розташований біля Ленінградського проспекту на розі з Чапаєвським провулком. Площа парку складає 6 гектарів. Чапаєвський парк є об'єктом культурної спадщини (витвором садово-паркового мистецтва) регіонального значення.

## Історія

### Парк наприкінці XIX— на початку XX століття

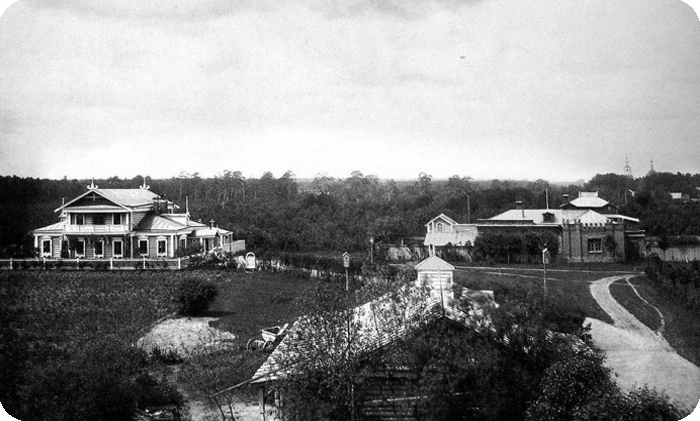
Олександрівський притулок і Мала Всіхсвятська діброва (майбутній парк)

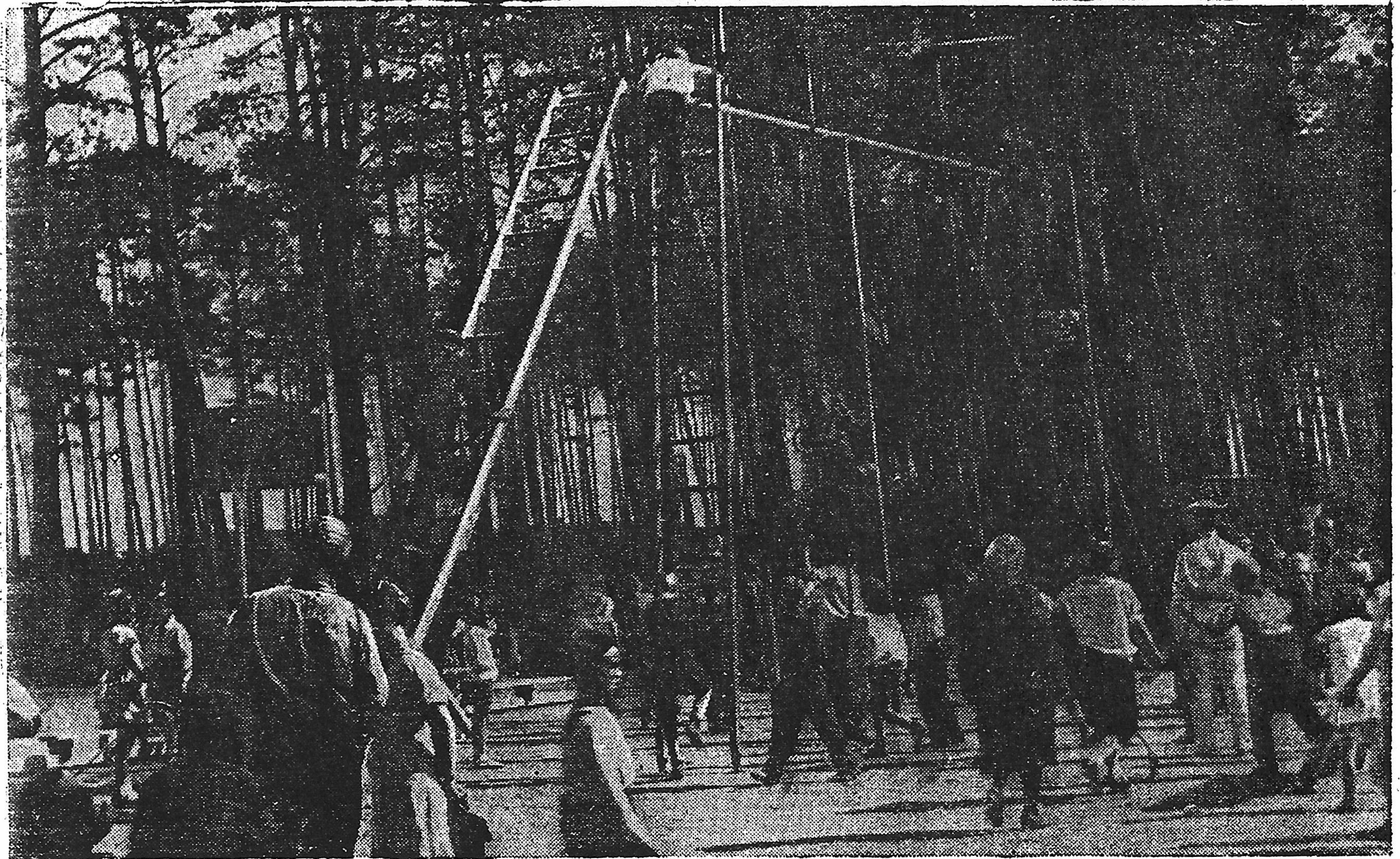
Фізкультурне містечко дитячого парку. 1936 рік

У XIX столітті на місці парку знаходилася Мала Всіхсвятська діброва, що отримала назву від села Всіхсвятського. На її околиці у 1878 році був заснований Олександрівський притулок для калік і пристарілих воїнів російсько-турецької війни. Розташовувався він на схід від сучасного парку.
У травні 1898 року Олександрівському притулку відвели ділянку Малої Всіхсвятської діброви площею 5 десятин, 2000 квадратних сажнів. Діброва була упорядкована і перетворена на парк, який вже до 1899 року був відкритий для відвідувачів. За словами сучасників, «діброва ця набула вигляду доволі красивого парку, при вході до якого перед глядачем розгортається зовсім інша картина: крізь зустрічаються ретельно розбиті за всіма напрямками доріжки, алеї, гарні клумби квітів, оранжереї і безліч дерев».
Після революції парк опинився в межах Москви. Згідно з планом 1919 року, в південній частині Гімназичного провулку (нині Чапаєвського) розміщувався цвинтар (на пізніших планах він відсутній). На історико-архітектурному опорному плані, складеному в середині 1990-х років, цей некрополь позначається як кладовище воїнів-інвалідів. За версією автоісторіка Льва Шугурова, на цьому кладовищі ховали пілотів, які загинули на Ходинському полі. За припущенням головного архітектора проектів НВО-38 «Охорони історико-культурного комплексу Москви» НДіПІ Генплану Москви В. В. Коновалова, воно могло бути похованням жертв червоного терору.

### Дитячий парк культури і відпочинку Ленінградського району
У 1936 році парк був розширений на південь за рахунок території колишнього кладовища і став Дитячим парком культури і відпочинку Ленінградського району. Відкриття парку відбулося 6 червня 1936 року. Він займав 12 гектарів соснового бору. Південна межа парку проходила вздовж сучасного проїзду Аеропорту. Головний вхід в парк розміщувався з боку Ленінградського шосе (нині проспекту) і був оформлений у вигляді дерев'яної арки з касами по боках. Два інших входи були з боку Чапаєвського провулку і Чапаєвського проїзду (нині безіменний проїзд між Ленінградським проспектом і вулицею Острякова). Біля кожного входу був фонтан. Поряд з головним входом розміщувалися читальня, звуковий кінотеатр на 630 місць, буфет для дітей і танцювальний майданчик. Від кінотеатру вглиб парку вела алея, на правій стороні якої розташовувалася ліана для лазіння, а на лівій — дві дитячі гірки і тир. У парку було фізкультурне містечко з футбольними полями і двома крокетними майданчиками. Неподалік містечка розміщувався павільйон з ігротекою для малюків, велогаражем, шахами, шашками і більярдом. У парку також мався велотрек і автодром.
Біля входу до парку з боку Чапаєвського проїзду розташовувався павільйон техніки, в якому діяло кілька гуртків: авіамодельний, радіо, фотографічний і автомобільний. У цьому ж павільйоні знаходиться радіовузол. Навпроти входу розміщувалася літня естрада на 120 місць. Правіше розташовувалися два городкових майданчики, скетінг-ринг, тенісний корт. У парку були атракціони: гігантські кроки, гойдалки, «дивани-гойдалки», гамаки тощо. Біля входу з Чапаєвського провулку стояв пасажирський літак на 12 місць. Мався душ, в павільйоні ігротеки розміщувався лікарський кабінет. У парку було кілька наметів і кіосків для продажу їжі, а також павільйон для продажу іграшок. По периметру парк був огороджений дерев'яним парканом.

### Після Радянсько-німецької війни
У роки війни сосни парку були частково вирубані на дрова. З 1948 року почалася активна забудова прилеглих до парку територій. Приблизно в цей же час дерев'яний паркан парку був замінений на металевий. У 1950 році в парку за розпорядженням Василя Сталіна було розпочате будівництво спортивного центру Будинку офіцерів ВПС Московського військового округу. Однак у 1952 році будівництво призупинили через брак коштів, а ще за два роки Василя Сталіна заарештували. На допиті він говорив: «в цій справі я винен ще і в тому, що відібравши у трудящих Ленінградського району Москви їх улюблене місце відпочинку — парк культури і відпочинку, зруйнував кінотеатр, знищивши зелені насадження і не збудувавши спортивного центру, я фактично уподібнився собаці на сіні». Незабаром архітектор Каро Алабян розробив проект Палацу культури «Сокіл», який він мав намір звести на фундаменті спортивного центру. Але після виходу постанови «Про усунення надмірностей у проектуванні та будівництві» цей проект був скасований.
За Хрущова огорожа парку була демонтована. Пізніше парк отримав назву Чапаєвського за однойменним провулком, що проходить уздовж його межі. Недобудований каркас цокольного поверху спортивного центру ще довго стояв у центрі парку, ставши для дітей району одним з улюблених місць для ігор.
Парк тривалий час відокремлювався від Ленінградського проспекту малоповерховими будинками. Один з цих будинків, що стояв на розі Чапаєвського провулку і Ленінградського проспекту, мав статус пам'ятки історії, оскільки в 1917 році у ньому засідали підрайком РСДРП(б) і ревком Всіхсвятського підрайону. У 1960-х роках на межі парку біля шосе з'явилося кафе «Сокіл», побудоване у футуристичному стилі з масивним козирком над входом. У 1978 році козирок частково обвалився, після чого був демонтований. Кафе було знесене в 1979 році разом з іншими будівлями між парком і проспектом у зв'язку з розширенням автодороги до Олімпіади-80.
У 1970-1980-х роках поруч з входами у парк з боку Ленінградського проспекту були встановлені бюсти авіаконструктора О. С. Яковлєва і науковця-авіатора М. С. Строєва. У 1980-х роках на місці руїн спортивного центру почалося будівництво Будинку культури Авіаційного об'єднання «Знамя труда», яке також не було завершене. Закинуте будівництво стало об'єктом індустріального туризму.

### Реконструкція 2000-х років
Оточений бетонним парканом остов Будинку культури був знесений тільки у 2001 році, коли на цьому місці розпочалося будівництво багатоповерхового комплексу «Тріумф-Палас», котрий мав стати найвищим житловим будинком в Європі. Це будівництво спричинило протести місцевих жителів і екологів. Люди побоювалися, що може постраждати Чапаєвський парк разом з деревами рідкісних видів. Певною мірою ці побоювання справдилися, зокрема, був забудований майданчик для гри в регбі, який знаходився на околиці парку. Крім того, за словами очевидців, при ритті котловану будівельники викопували людські кістки. Компанія-забудовник пообіцяла упорядкувати Чапаєвський парк одразу після закінчення будівництва. «Тріумф-Палас» був зданий в експлуатацію у 2006 році, однак роботи з благоустрою парку розпочалися лише у 2008 році. Після будівництва «Тріумф-Паласу» офіційна площа території парку скоротилася з 13,2 до 6 гектарів.

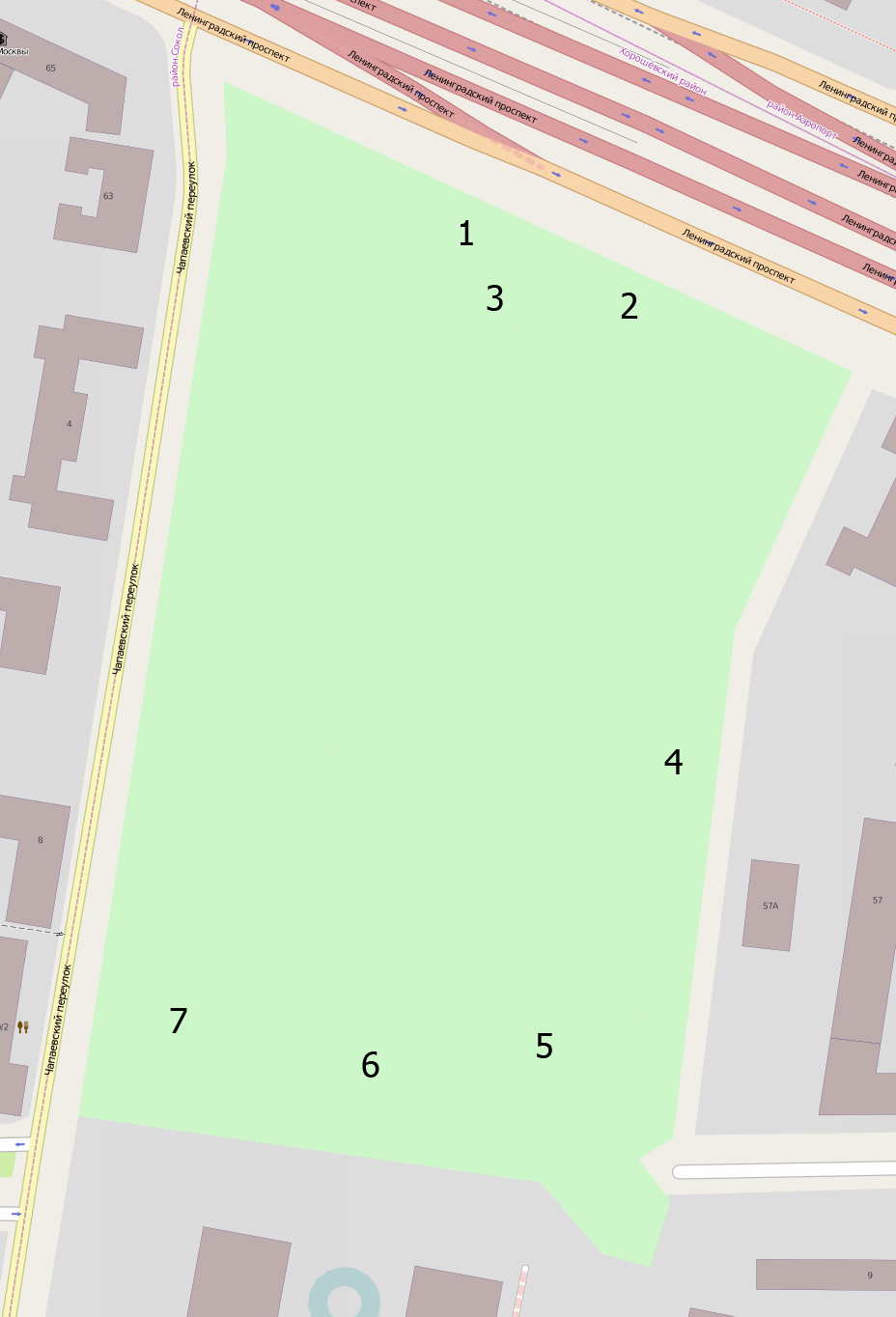
1 — Бюст О. С. Яковлєва
2 — Бюст М. С. Строєва
3 — Пам'ятний камінь загиблим авіаторам
4 — Майданчик для вигулу собак
5 — Дитячий майданчик
6 — Спортивний майданчик
7 — Ролердром

8 вересня 2008 року відбулося урочисте відкриття оновленого парку, в якому взяли участь заступник мера Людмила Швецова і префект Північного округу Юрій Хардиков. У зв'язку з тим, що поруч із парком розташована велика кількість авіаційних підприємств і вузів, було заявлено, що він отримує нову назву Парк Авіаторів. На одній з алей парку було встановлено пам'ятний знак на честь льотчиків, які загинули на Ходинському полі. У перспективі тут планувалося увічнити в архітектурних композиціях знамениту петлю Нестерова, пілотажну групу «Російські Витязі» і літак-штурмовик Іл-2. Були плани встановити в парку і кілька пам'ятників відомим російським авіаторам. Однак, станом на 2014 рік, ці плани не були здійснені, а в офіційних документах парк як і раніше фігурує під назвою Чапаєвський.

## Опис парку
Межами Чапаєвського парку є: Ленінградський проспект, Чапаєвський провулок, територія житлового комплексу «Тріумф-Палас» і квартали житлової забудови.
За 300 метрів від парку розташована станція метро «Сокіл», за 420 метрів — станція метро «Аеропорт». Крім того, до парку можна доїхати наземним транспортом: автобусом № 105 та тролейбусами № 6, 12, 43, 65, 70, 82 до зупинок «Площа Марини Раскової» або «Вулиця Лізи Чайкіної».
В парку розташовані дитячий та спортивний майданчики, ролердром, майданчик для вигулу собак. Є лавки і штучне освітлення, доріжки вимощені тротуарною плиткою. Є багато клумб і квітників. По периметру парку висаджений живий паркан. Серед зелених насаджень переважають клени — гостролистий і ясенеподібний; численні тополі, берези, липи. Зустрічаються також ялинки, сосни і в'язи; поширені чагарники бузку, жасмину, глоду, горобини. Деякі дерева мають вік 80-100 років і більше. У парку мешкають білки.
Чапаєвський парк визнаний об'єктом культурної спадщини (витвором садово-паркового мистецтва) регіонального значення. Предметами охорони є: місце розташування і містобудівна роль парку в композиційно-просторовій і планувальній структурі району; рельєф природного та антропогенного походження; планувальна структура парку; ландшафтні характеристики; цінні елементи благоустрою (паркові сходи і підпірні стінки); цінні видові розкриття; твори монументального мистецтва.

## Пам'ятники

Пам'ятники в парку
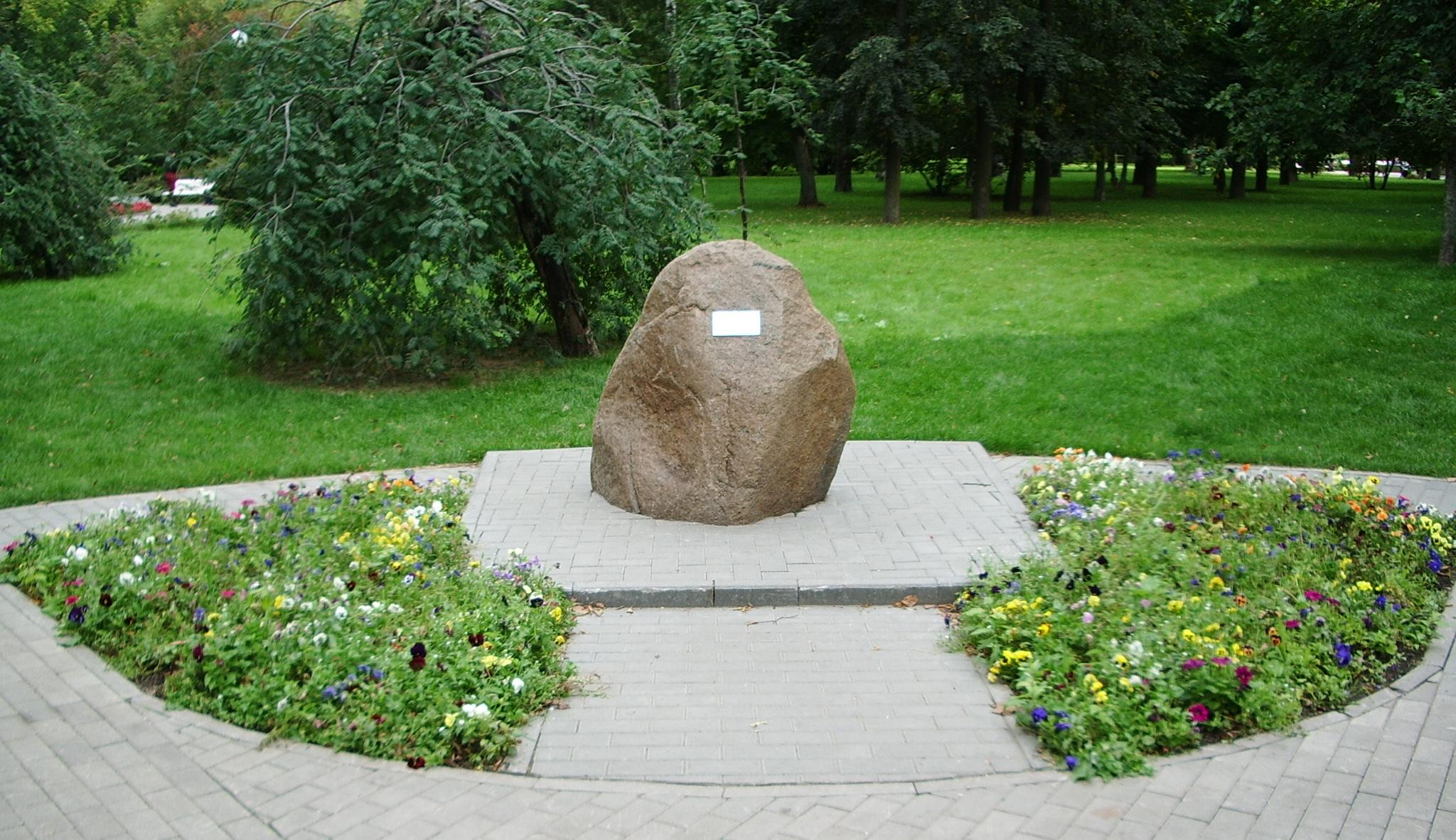
Авіаторам, що загинули на Ходинському полі
Бюст О. С. Яковлєва